# Républicains espagnols
Pour les articles homonymes, voir Républicain.
Le terme « républicains espagnols » désigne les membres du « camp républicain » (bando republicano en espagnol), nom que se donnaient eux-mêmes les partisans et défenseurs de la République, qui lui sont restés fidèles à la suite du soulèvement du 18 juillet 1936, durant la guerre civile espagnole de 1936 à 1939. Cette dénomination s'opposait à celle de « camp nationaliste » qui désigne les forces rebelles au gouvernement de la république.
Les républicains furent également désignés d'autres noms, en particulier par leurs adversaires. Ceux-ci usèrent des termes de « rouges », « communistes », « anarchistes ».

## Idéologie politique

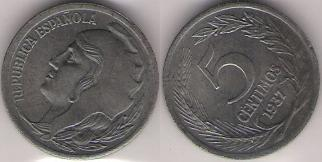
Image d'une pièce de monnaie de 5 centimes de 1937 frappée par les Républicains.

Les républicains soutenaient la Seconde République espagnole ; ils s'opposaient donc aux rebelles. Les rebelles souhaitaient un nouveau régime à caractère nationaliste totalitaire qui postérieurement s'est transformé en franquisme, alors que les républicains poursuivaient des buts différents selon leur faction, depuis le maintien de la démocratie parlementaire multipartiste pour les modérés (comme les socialistes), l'établissement d'un État socialiste sur le modèle de l'URSS pour les communistes — divisés en diverses tendances, y compris des groupes trotskistes et staliniens — ou une révolution sociale libertaire pour les anarchistes.

## Composition du camp républicain

### Un camp extrêmement divisé
Les appuis des républicains, dans la société espagnole étaient divisés entre les démocrates constitutionnels (y compris les fonctionnaires loyaux à la République), les progressistes, les nationalistes périphériques, socialistes, communistes et les révolutionnaires anarchistes. Il s'agissait d'un appui fondamentalement urbain et séculier, mais aussi rural dans des régions comme la Catalogne, le Pays valencien, le Pays basque, les Asturies et l'Andalousie ; au point qu'au Pays basque et en Navarre des membres du clergé, nationalistes dans d'autres régions, sont restés fidèles à la République, pour l'autonomie qu'elle avait accordée à ces zones.

### Groupes politiques et syndicats

#### Socialistes, républicains modérés et nationalistes
Euzko Gudarostea, qui signifie « armée basque » en euskara, fut la dénomination utilisée par l'armée du gouvernement basque. L'armée était dirigée par le gouvernement de la Communauté autonome basque (dirigé par le lehendakari Aguirre) et donc sous l'autorité politique des députés du Parti nationaliste basque.

Ikurriña, drapeau utilisé par les gudaris comme signe de ralliement.

Senyera, drapeau officiel de la Catalogne.

Ses membres étaient appelés les gudaris. C'est dans la caserne de Bidart, dirigée par l'écrivain Esteban Urkiaga, surnommé Lauaxeta, que furent formés des milliers de gudaris. Les troupes étaient formées d'hommes aux sensibilités différentes : nationalistes basques, communistes, socialistes et républicains. C'est le 25 septembre que l'Euzko Gudarostea fut officiellement constitué, sous le commandement de Ramón Azkue, en coordination avec l'armée de la République.
L'Eusko Gudarostea était composé de 79 bataillons. L'armée comptait également une force navale, la Marine de guerre auxiliaire d'Euzkadi (Marina de Guerra Auxiliar de Euzkadi en espagnol ou Euzko itsas Gudarostea en euskera), qui regroupait principalement des petits bateaux et des barques de pêche armés, souvent désignés sous le nom de bous, ou transformés en dragueurs de mines. La flotte fut engagée dans plusieurs combats, en particulier la bataille du cap Machichaco. La force aérienne était particulièrement réduite.
L'armée basque avait pour objectif de maintenir l'ordre public. Elle prit également part aux combats contre les troupes de Franco sur le front du Nord. En 1937, à la suite de la conquête de la Biscaye, les troupes basques du PNV et de l'ELA se rendirent au corps expéditionnaire italien à Santoña en Cantabrie, sans l'autorisation du gouvernement de la République. La reddition de Santoña fut donc ressentie par leurs anciens alliés comme une véritable traitrise qu'ils désignèrent sous le nom de « trahison de Santoña ».

### Forces militaires

#### Milices confédérales

Drapeau des milices confédérales de la CNT-FAI.

Les milices confédérales regroupaient les milices anarchistes de la CNT et de la FAI.
Elles jouèrent un grand rôle dans la défense de la république durant les premiers mois de la guerre civile, à la suite du coup d'État militaire des 17 et 18 juillet 1936 contre le gouvernement républicain. Elles prirent également part à la Révolution sociale espagnole de 1936.
Elles furent progressivement intégrées, à partir d'octobre 1936, dans la nouvelle Armée populaire de la République espagnole, à l'intérieur des brigades mixtes.

#### Armée populaire de la République espagnole
L’Armée Populaire de la République (Ejército Popular de la República en espagnol, ou EPR) est le nom qui fut adopté pour désigner les forces terrestres de la République, après la réorganisation des forces armées républicaines en octobre 1936. Celle-ci avait été rendue nécessaire par la rébellion d'une grande partie de l'armée de la république et de ses cadres lors du coup d'État des 17 et 18 juillet 1936, qui formaient le camp « nationaliste ».
Les autorités de la république s'appuyèrent sur les cadres subsistants de l'ancienne armée, auxquels ils adjoignirent les hommes des milices apparues dans les premiers mois de la guerre d'Espagne.

## Soutien étranger
Les aides étrangères à la République espagnole furent assez variées dans leur nature, dans leur constance et de leur efficacité. Elles furent la plupart du temps symboliques, comme le Mexique, qui fournit « aux républicains vingt mille fusils Mauser, vingt millions de cartouches et de la nourriture ».

### France et Royaume-Uni
En France, Léon Blum, de tout cœur avec les républicains reçoit une demande d'assistance le 20 juillet 1936 à laquelle il répond positivement, mais il doit faire marche arrière devant l'opposition de la droite, des radicaux (Édouard Herriot), du président modéré Albert Lebrun. Côté britannique, le gouvernement de Neville Chamberlain et les élites britanniques voient l'Espagne comme un pays en pleine révolution « communiste » (les Anglais refusent de se battre pour des « communistes espagnols »).
C'est dans ce contexte que Léon Blum propose le pacte de non-intervention, seul capable d'associer les Britanniques au règlement du conflit. Il est signé par la quasi-totalité des pays européens. Un comité est créé à Londres pour en définir les modalités. Chaque pays se voit chargé d'empêcher la livraison d'armes en Espagne : les Britanniques doivent assurer le respect d'un embargo sur les armes dans l'Atlantique, la France dans les Pyrénées, et l'Italie sur la côte méditerranéenne.
La France et le Royaume-Uni (envoi d'armes illégalisé le 31 juillet) envoient cependant des armes aux républicains, mais secrètement.

### URSS

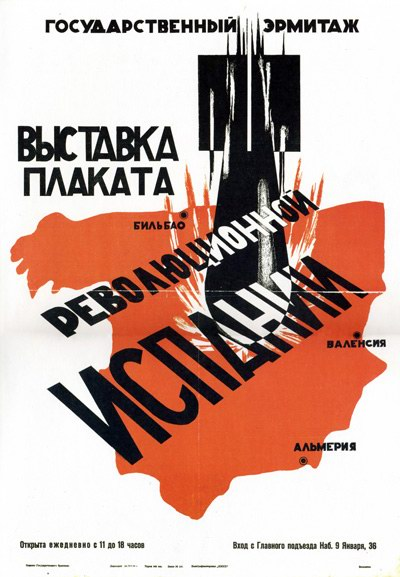
Affiche d'une exposition des placards de « l'Espagne révolutionnaire » au Musée de l'Ermitage (Leningrad, URSS), 1936.

L'URSS intervient timidement en faveur des républicains, notamment par l'intermédiaire du Komintern, au nom de la lutte contre le fascisme. Plusieurs généraux républicains, membres du PCE, comme Juan Modesto ou Enrique Líster, ne sont pas sortis du rang, mais avaient été formés en URSS où ils avaient trouvé refuge au début des années 1930.
Staline livre de nombreuses armes modernes (chars et avions) mais exige en contrepartie que les réserves d'or de l'Espagne détenues par la République « soient mises en sécurité » en URSS où elles resteront après la fin de la guerre et ne seront jamais rendues, provoquant la crise de « l'Or de Moscou », c'est-à-dire les 510 tonnes d'or. L'URSS envoie peu d'hommes (seulement 2 000, pour la plupart des conseillers) et de plus les livraisons d'armes sont irrégulières et l'acheminement difficile vers certaines régions.
Les Soviétiques encouragent et soutiennent également les Brigades internationales et cherchent à éliminer les marxistes non staliniens (principalement en Catalogne) et les anarchistes.
| Type de matériel         | Nombre ou quantité |
| ------------------------ | ------------------ |
| Avions de combat         | 669 (sur 806)      |
| Chars                    | 362                |
| Véhicules blindés        | 120                |
| Canons                   | 1 533              |
| Mortiers                 | 3 340              |
| Mitrailleuses            | 15 113             |
| Fusils                   | 500 000            |
| Bombes pour l'aviation   | 110 000            |
| Projectiles d'artillerie | 3 400 000          |
| Grenades à main          | 500 000            |
| Cartouches               | 862 000 000        |
| Poudre                   | 1 500 tonnes       |

### Brigades internationales

Drapeau des Brigades internationales.

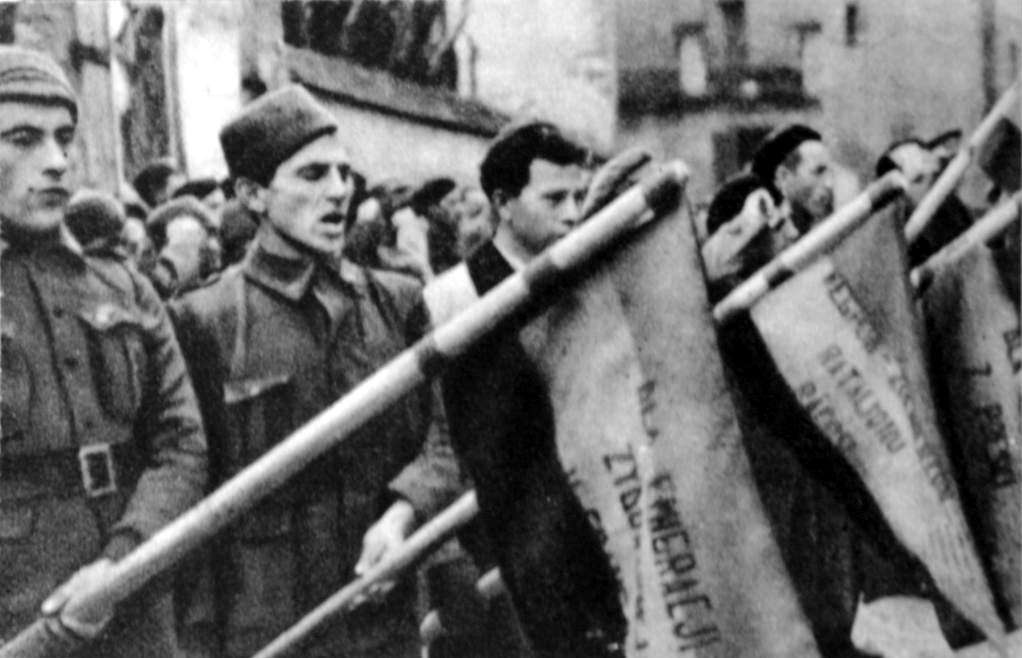
Volontaires polonais des Brigades internationales jurant loyauté et fidélité à la République.

Des volontaires venus du monde entier, souvent des communistes, des marxistes, des socialistes ou des anarchistes, mais aussi des anti-fascistes plus modérés, se sont engagés dans des groupes qui ont pris le nom de Brigades internationales. Pour exemple, jusqu'à 5 000 Américains, réunis dans la Brigade Abraham Lincoln, participent aux brigades internationales. Ils furent dissous le 21 septembre 1938 et retirés du combat à partir des semaines suivantes.
Avant même la constitution des Brigades internationales, des étrangers participèrent à la colonne Durruti ; Simone Weil en est un exemple.

### « Maquis » espagnol et guérilla anti-franquiste en Espagne

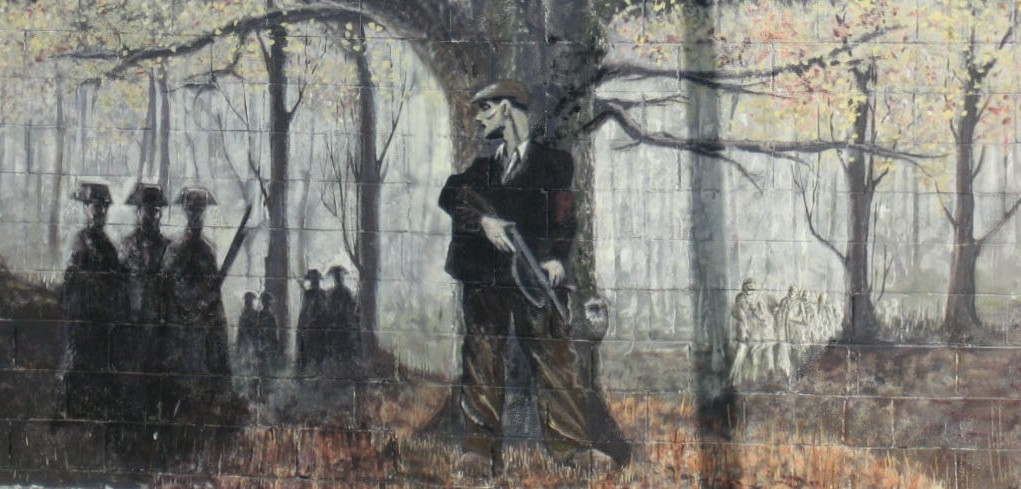
Un « maquisard » attend les gardes civiles, graffiti à Sallent, 2005).

## Les Républicains après la défaite

### Réfugiés et exilés républicains

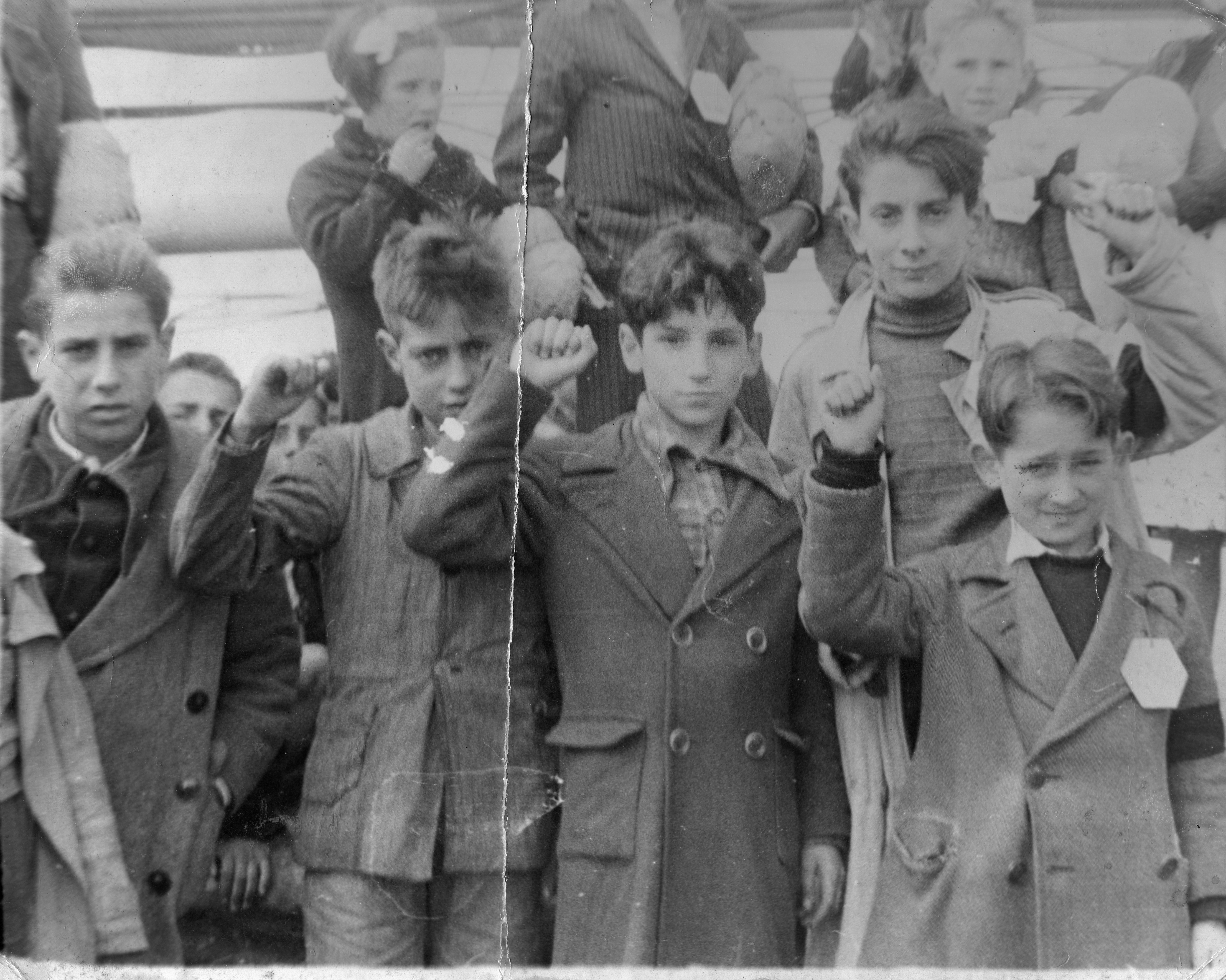
Des enfants se préparant à l'exil d'Espagne entre 1936 et 1939 levant le poing en signe d'attachement aux républicains.

La guerre conduit des Espagnols à quitter leur pays, souvent de manière provisoire, parfois de manière définitive. Les premiers mois, voire les premiers jours de la guerre voient le début de l'exode : depuis le Pays basque, des républicains quittent le pays pour la France ; en Catalogne, ce sont des personnes méfiantes voire hostiles envers les républicains qui partent, par bateau, vers Marseille ou l'Algérie.
Par la suite, de nombreuses personnes, républicaines pour la plupart, ont quitté l'Espagne. Les destinations ont été variées, mais c'est la France qui a été la plus choisie, avant le Royaume-Uni, le Mexique et l'URSS. En France, ce sont les départements du sud, à proximité de l'Espagne, qui ont accueilli le plus de réfugiés, en particulier les villes de Bordeaux et de Toulouse. Les autres départements de la côte Atlantique (Loire-Inférieure notamment) ont également été concernés, ainsi que le Massif central, les Bouches-du-Rhône et la région parisienne. L'accueil des arrivants a été très différent d'un endroit à l'autre : tantôt ils étaient bien reçus et faisaient même l'objet d'actions de solidarité, tantôt ils étaient regardés avec méfiance voire hostilité.

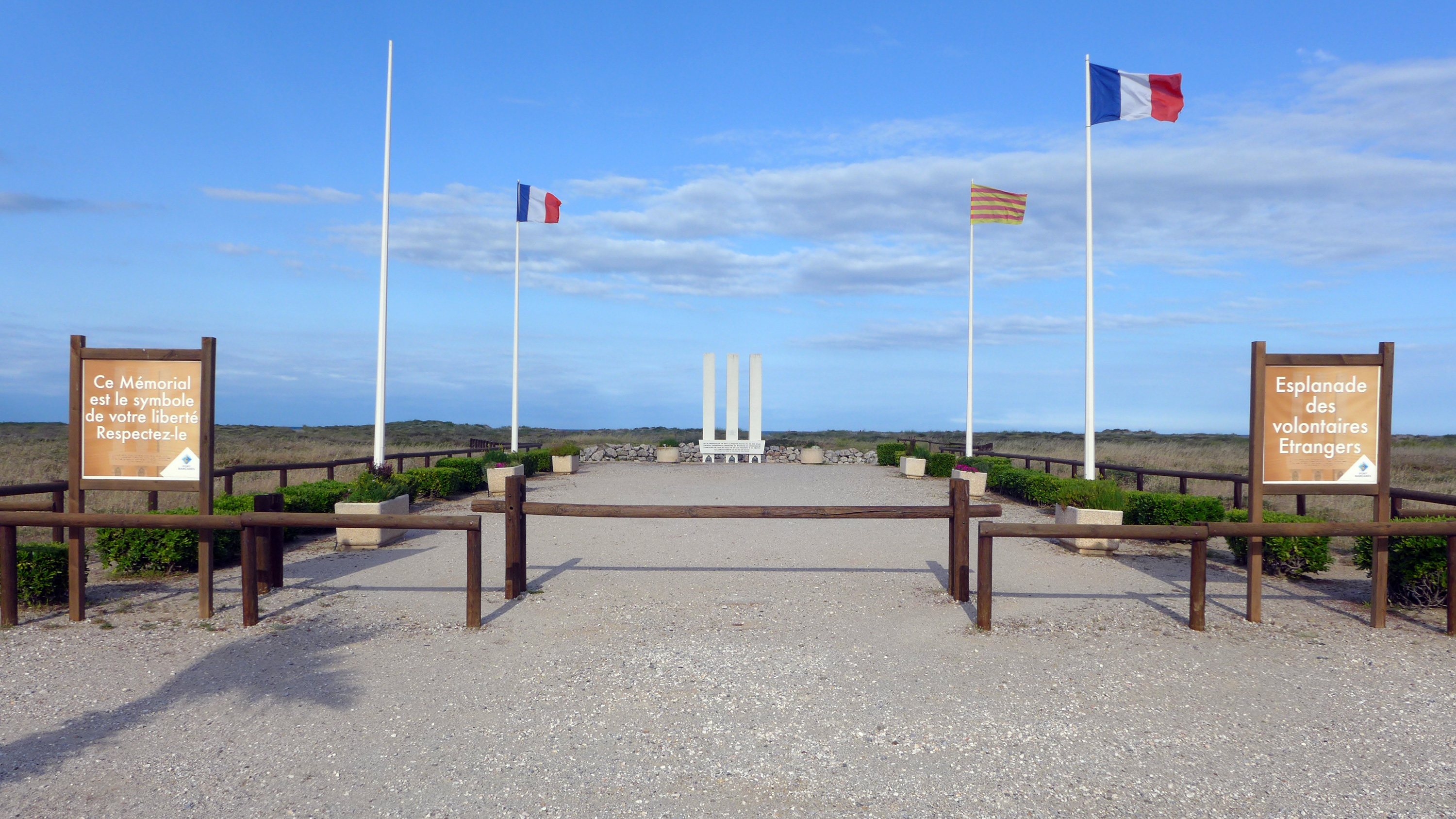
Mémorial érigé pour les républicains exilés, internés dans le camp du Barcarès en 1939.

Cette émigration vers la France a connu un mouvement d'accélération important après les échecs républicains de 1938, puis la chute de la Catalogne : c'est la retirada (« retraite » en français). En mars 1939, le nombre de réfugiés espagnols en France est estimé à 440 000 personnes. Les autorités françaises se sont trouvées débordées, et certains de ces réfugiés sont regroupés dans des « camps de concentration ».
En 1939-1940, beaucoup de républicains demandent à s'engager dans les bataillons étrangers de l'armée française, malgré la méfiance des officiers français envers ces « Rouges ». Par la suite, ils sont nombreux à rejoindre la résistance française, les maquis et les Forces françaises libres. Lors de la libération de Paris, le premier détachement de l'armée Leclerc à entrer dans Paris est une section espagnole, « la Nueve ».

### Postérité de l'exil républicain
Le départ d'Espagne de toutes ces personnes n'a pas toujours été définitif. Certains même, pendant la guerre, n'ont fait que passer par la France pour quitter le Pays basque, occupé par les nationalistes, et rentrer par la Catalogne, encore tenue par les Républicains. Toutefois, la plupart de ceux qui ont quitté le pays n'y sont pas revenus avant la fin de la guerre civile. Certains réfugiés sont retournés dans l'Espagne franquiste. Mais pour de nombreux républicains, l'installation à l'étranger est devenue définitive. La plupart des responsables de l'État républicain finirent cependant leur vie à l'étranger, tels que Manuel Azaña, mort à Montauban en 1940. Parmi les figures de l'émigration républicaine, Jorge Semprún.
La « Loi sur la mémoire historique » (Ley de Memoria Histórica), adoptée par les députés du Congrès le 31 octobre 2007 et initiée par le gouvernement de José Luis Rodríguez Zapatero, vise à reconnaître toutes les victimes de guerre civile espagnole (1936-1939), l'ouverture des fosses communes (dans lesquelles se trouvent les restes des victimes) réalisées jusque-là, dans l'attente de subventions de l'État, par des associations privées ou publiques locales (comme les Communautés autonomes), ou encore le retrait des symboles franquistes dans les espaces publics.
En France, de nombreux mémoriaux et noms de rues rendent hommage aux Républicains espagnols, particulièrement dans le sud de la France et à Paris.

### Hommages aux républicains espagnols à Paris
- Jardin des Combattants de la Nueve (4e) ;
- Jardin Federica-Montseny[7] (13e) ;
- Allée Neus-Català (11e) ;
- Jardin Federico-García-Lorca (4e) ;
- Plaque en mémoire de Max Aub, à Paris.Rue Jorge-Semprún (12e) ;

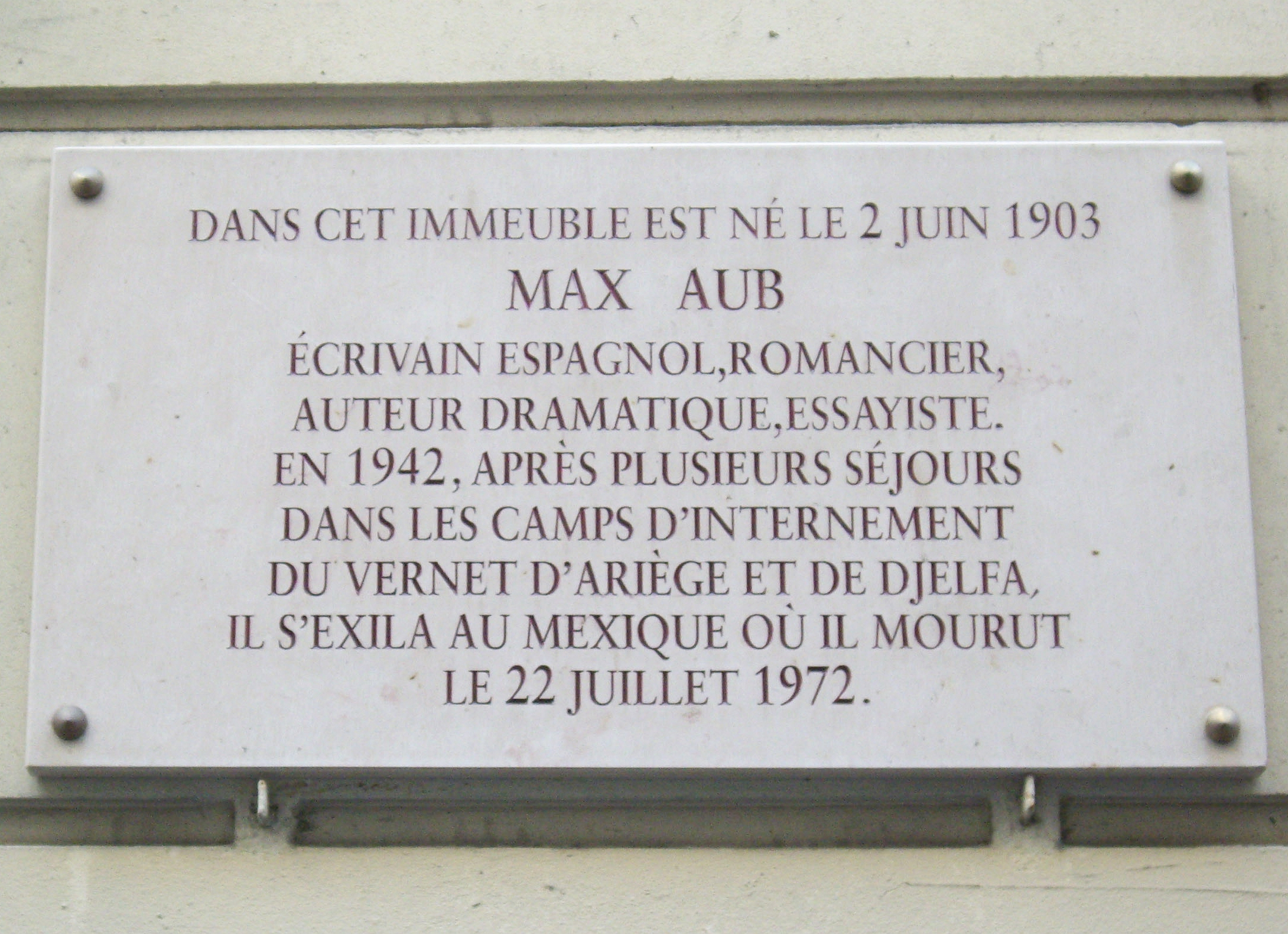
Plaque en mémoire de Max Aub, à Paris.

- Fresques et de nombreuses plaques commémoratives dans toute la capitale, comme la plaque en hommage à Max Aub, dans le 9e arrondissement, à Manuel Pinto Queiroz Ruiz, dit Manuel Lozano, dans le 19e arrondissement ou celle en hommage à Antonio Soriano, dans le 6e arrondissement.
- Les guérilleros tombés à Paris ont également des plaques, comme le résistant communiste Conrad Miret i Musté, mort pour la France en 1942, ou encore José Barón Carreño (fusillée sur le boulevard Saint-Germain en 1944 dans le 7e arrondissement), Manuel Bergés i Arderiu (arrêté dans le 10e arrondissement) et Domingo Tejero Pérez, dans le parc des Buttes-Chaumont.
- Au 33 de la rue des Vignoles (20e), siège de la CNT, se situe le Centre mémoriel de la Mémoire républicaine[8].
- Chaque 24 août, la Ville de Paris organise les cérémonies officielles à l'occasion de la Libération de Paris.

### Mémoriaux, hommages et musées hors de Paris
- Musée de l'exil, à La Jonquera[9];
- Monument national aux Guérilléros, à Prayols, en Ariège, œuvre de Manolo Valiente[10];
- Mémorial de Rivesaltes;
- Mémorial du camp de concentration d'Argelès-sur-Mer;
- Mémorial du camp d'Agde[11];
- Mémorial du camp de concentration de los Almendros;
- Place en hommage à la résistante Conchita Ramos, à Toulouse[12];
- Sépulture de Manuel Azaña, à Montauban[13];
- Stèle en mémoire des républicains déportés, à Angoulême.

### Mémoriaux à Barcelone
- Fossar de la Pedrera, à Montjuïc[14];
- Prison pour femmes de Les Corts[15];
- Camp de la Bota[16].